# Korsrod
Korsrod (Baccharis) er en slægt med 350-450 arter, som er udbredt i de tropiske eller varmttempererede egne af Nord- og Sydamerika. Det er stauder, halvbuske, buske eller træer. De er kendetegnet ved at være hårløse, men udstyret med harpikskirtler. Den nederste del af stænglen er træagtig eller (sjældnere) sammenløbende med en jordstængel. Stænglerne er i øvrigt oprette eller opstigende, ofte med harpikskirtler. Bladene har ofte harpikskirtler, og de er stilkede, modsatte, 1-3 nervede og smalle med hel eller groft tandet rand. Blomsterhovederne er skiveformede, ofte samlet i aks- eller halvskærmagtige stande. Kronbladene er hvide eller lysegule og rørformede med 5 tænder ved spidsen
Her omtales kun de arter, som dyrkes i Danmark.
| Beskrevne arter |

- Magellankorsrod (Baccharis magellanica)
- Ørkenkorsrod (Baccharis halimifolia)

| Andre arter |

- Baccharis angustifolia
- Baccharis concava
- Baccharis confertifolia
- Baccharis coridifolia
- Baccharis decussata
- Baccharis erigeroides
- Baccharis genistelloides
- Baccharis glomeruliflora
- Baccharis glutinosa
- Baccharis gnidiifolia
- Baccharis latifolia
- Baccharis linearis
- Baccharis megapotamica
- Baccharis neglecta
- Baccharis patagonica
- Baccharis pedunculata
- Baccharis pilularis
- Baccharis pteronioides
- Baccharis racemosa
- Baccharis salicifolia
- Baccharis salicina
- Baccharis sarothroides
- Baccharis semiserrata
- Baccharis stenocephala
- Baccharis teindalensis
- Baccharis trinervis
- Baccharis vanessae
- Baccharis wrightii

Note
1. ↑  Zipcodezoo: Baccharis genus (engelsk)